# 丁明德 (1966年)
丁明德（1966年9月—），江苏吴江人，南京大学教授，研究方向为太阳活动的物理机制、空间天气学等。曾获得教育部科技进步一等奖，中华人民共和国教育部2009年度“长江学者”特聘教授，2010年获得国务院政府特殊津贴。

## 生平
1986和1992年先后获得南京大学天文系理学学士、博士学位，后留校任教。